# Mètre
Pour les articles homonymes, voir Mètre (homonymie).
Le mètre, de symbole m, est l'unité de longueur du système métrique (de 1795 à 1960) et du Système international (SI) (à partir de 1960). C'est l'une de ses sept unités de base, à partir desquelles sont construites les unités dérivées (les unités SI de toutes les autres grandeurs physiques).
Première unité de mesure du système métrique initial, le mètre (du grec μέτρον / métron, « mesure ») a d'abord été défini en 1795 comme la dix-millionième partie de l’arc du méridien terrestre compris entre le pôle boréal et l’équateur. Le Bureau international des poids et mesures a établi en 1889 le prototype international du mètre comme étant la distance entre deux lignes tracées sur un étalon composé de 90 % de platine et de 10 % d'iridium. En 1960, les progrès techniques dans la mesure des ondes lumineuses ont permis d'établir une norme précise et facilement reproductible, indépendante de tout artefact physique. En 1960, le mètre a donc été défini dans le système SI comme étant égal à 1 650 763,73 longueurs d'onde de la raie orange-rouge du spectre de l'atome de krypton 86 dans le vide. Pour tenir compte des progrès des techniques de mesure au laser qui ont permis d'obtenir des valeurs d'une précision sans précédent pour la vitesse de la lumière dans le vide, elle est remplacée en 1983 par la longueur du trajet parcouru dans le vide par la lumière dans un intervalle de temps spécifique. En 2018, comme toutes les autres unités du SI, le mètre est explicitement lié par une formule à une constante fondamentale, la vitesse de la lumière en l’occurrence.

## Étymologie
Le mot mètre est issu du grec μέτρον / métron, qui signifie « mesure », qui est lui-même un dérivé de la racine indo-européenne *meh₁- « mesurer ». La devise ΜΕΤΡΩ ΧΡΩ (metro chro) figurant sur le sceau du Bureau international des poids et mesures (BIPM) a été approuvée par Adolphe Hirsch le 11 juillet 1875 et peut être traduite par « Gardez la mesure », soulignant le rôle de l'organisation dans la préservation des prototypes internationaux et énonçant les principes de neutralité, d'équité et d'impartialité qui sous-tendent encore aujourd'hui les principes du BIPM.
Le mot mètre est prononcé pour la première fois par Auguste-Savinien Leblond, un mathématicien et naturaliste français, lors d'une communication « Sur la fixation d'une mesure et d'un poids » à l'Académie des sciences le 12 mai 1790 où il écrit : « Que celui-ci, que cette mesure fixe, universelle, fondamentale, reçoive le nom si expressif, je dirois presque si françois, de mètre. »,.
Cependant, de nombreux historiens soutiennent que cette idée doit être attribuée à Jean-Charles de Borda,, car il l'a prononcé le 11 juillet 1792, dans le cadre de la lecture du rapport final de la commission chargée par l'Académie des sciences de fixer la base de l’unité de mesures, et composée de Borda, Lagrange, Monge, Condorcet et Laplace, où le nom de la mesure universelle prend le nom de « mètre » : 

« La diviſion décimale étant convenue, il  falloit fixer l'unité de meſure univerſelle & lui  donner un nom, ainſi qu'à ſes multiples & sous-multiples décimaux. Nous avons cru devoir prendre pour unité de meſure, la décimale du  quart du méridien, qui doit devenir la plus uſuelle, & cette décimale nous a paru être ſa dix-millionième partie qui étant de 3 pieds & quelques lignes , remplacera l'aulne & la toiſe. Nous l'avons donc choiſie pour unité de meſure & nous l'avons nommée mètre. »

Ladite commission avait rendu un premier rapport un an auparavant, le 19 mars 1791, proposant que l’unité de longueur soit égale à la dix millionième partie du quart du méridien terrestre et suggèrant que l’on mesure, non pas un quart complet de méridien, mais l’arc de neuf degrés et demi entre Dunkerque et Montjuich (Barcelone). Un projet de décret avait ensuite été adopté par l'Assemblée le 26 mars puis sanctionné par le roi le 30 mars. Mais dans aucun des documents les mot mètre n'y figure,.
Un siècle avant, un nom utilisant le même radical grec μέτρον / métron avait été créé par l'italien Tito Livio Burattini dans son ouvrage Misura Universale publié en 1675 pour désigner une unité de longueur liée au pendule battant la seconde (qui coïncide pratiquement avec le mètre de l'Académie française) : le « metro catolico », soit « mesure catholique » traduction acceptable, dans le contexte socio-religieux de l'époque, de « mesure universelle ».
Le suffixe -mètre apparaît dans le vocabulaire scientifique français au XVIIe siècle, avant même la création du mètre comme unité. Les premières formes sont liées à des instruments scientifiques comme le thermomètre en 1624,, le baromètre en 1665
ou l'hygromètre en 1666.

## Définition, nomenclature et réalisation

### Constantes et définition

#### Constantes fondamentales
Le Système international (SI) est défini à partir de sept constantes fondamentales choisies. À partir des valeurs fixées de ces sept constantes, exprimées en unités SI, il est possible de déduire toutes les unités du système. La valeur numérique de chacune des sept constantes définissant le SI n’a pas d’incertitude. Les sept constantes définissant le SI sont les suivantes.
| Nom de la constante                                                                              | Symbole                                 | Valeur numérique    | Unité  |
| ------------------------------------------------------------------------------------------------ | --------------------------------------- | ------------------- | ------ |
| Célérité de la lumière dans le vide                                                              | {\displaystyle c}                       | 299 792 458         | m s-1  |
| Fréquence de la transition hyperfine de l'état fondamental de l'atome de Césium 133 non perturbé | {\displaystyle \Delta \nu _{\text{Cs}}} | 9 192 631 770       | Hz     |
| Constante de Planck                                                                              | {\displaystyle h}                       | 6,62607015 x 10−34  | J s    |
| Charge élémentaire                                                                               | {\displaystyle e}                       | 1,602176634 x 10−19 | c      |
| Constante de Boltzmann                                                                           | {\displaystyle k_{\text{B}}}            | 1,380649 x 10−23    | J K-1  |
| Nombre d'Avogadro                                                                                | {\displaystyle N_{\text{A}}}            | 6,02214076 x 1023   | mol−1  |
| Efficacité lumineuse du rayonnement monochromatique de fréquence 540 × 1012 Hz                   | {\displaystyle K_{\mathrm {cd} }}       | 683                 | lm W-1 |

#### Le mètre, les unités de base du SI et les constantes fondamentales

Les sept unités de bases du Système international d'unités (SI) en lien avec les sept constantes fondamentales, avec mise en exergue du mètre.

Les sept unités de bases du Système international d'unités (SI), en sens horaire à partir du haut :
s : seconde (temps)
kg : kilogramme (masse)
mol : mole (quantité de matière)
cd : candela (intensité lumineuse)
K : kelvin (température)
A : ampère (intensité électrique)
m : mètre (longueur)

#### Définition du mètre
Le mètre, dont le symbole est m, est l'unité du système international de longueur.
La définition originale du mètre de 1983 indique que « le mètre est la longueur du trajet parcouru dans le vide par la lumière pendant une durée de 1/299 792 458 de seconde ». La nouvelle définition de 2018 indique simplement que le mètre « est défini en prenant la valeur numérique fixée de la vitesse de la lumière dans le vide, c, égale à 299 792 458 lorsqu'elle est exprimée en m/s, la seconde étant définie en fonction de ΔνCs, la fréquence de la transition hyperfine de l'état fondamental de l'atome de Césium 133 (133Cs).» . On est ainsi passé d'une « définition à unité explicite » à une « définition à constante explicite »,.
Cette définition implique la relation exacte c = 299 792 458 m s−1.
Si la seconde est exprimée en utilisant la fréquence de la transition hyperfine de l'état fondamental de l'atome de 133Cs, qui est exactement 9 192 631 770 Hz, on obtient l’expression : 

1 m = {\displaystyle {\frac {c}{299792458}}}s = {\displaystyle {\frac {9192631770}{299792458}}.{\frac {c}{\Delta \nu _{\text{Cs}}}}} ≈30,663 319 {\displaystyle {\frac {c}{\Delta \nu _{\text{Cs}}}}}
Il résulte de cette définition que le mètre est la longueur du trajet parcouru dans le vide par la lumière pendant une durée de 1/299 792 458 de seconde.

### Multiples et sous-multiples
La création du Système international d'unités en 1960, à l'occasion de la 11e Conférence générale des poids et mesures, fixe des règles d'utilisation pour les préfixes et les officialise de pico- à téra- ; les préfixes femto- et atto- sont définis en 1964 ; péta- et exa- en 1975 ; yocto-, zepto-, zetta- et yotta- en 1991 ; et quecto-, ronto-, ronna- et quetta- en 2022,.
| Facteur | Nom    | Symbole | Facteur | Nom    | Symbole |
| ------- | ------ | ------- | ------- | ------ | ------- |
| 1030    | Quetta | Q       | 10−1    | Déci   | d       |
| 1027    | Ronna  | R       | 10−2    | Centi  | c       |
| 1024    | Yotta  | Y       | 10−3    | Milli  | m       |
| 1021    | Zetta  | Z       | 10−6    | Micro  | µ       |
| 1018    | Exa    | E       | 10−9    | Nano   | n       |
| 1015    | Péta   | P       | 10−12   | Pico   | p       |
| 1012    | Téra   | T       | 10−15   | Femto  | f       |
| 109     | Giga   | G       | 10−18   | Atto   | a       |
| 106     | Méga   | h       | 10−21   | Zepto  | z       |
| 103     | Kilo   | k       | 10−24   | Yocto  | y       |
| 102     | Hecto  | h       | 10−27   | Roncto | r       |
| 101     | Déca   | da      | 10−30   | Quecto | q       |

### Unités dérivées
Une unité dérivée est une unité obtenue en combinant des unités de base, pour exprimer des grandeurs physiques plus complexes. Le tableau suivant présente des unités dérivées du mètre et leurs dimensions pour quelque grandeurs usuelles. Les colonnes « L - M - T - I - Θ (thêta) - J - N » précisent les « facteurs dimensionnels » des grandeurs dérivées, correspondant aux « expressions » dans les unités de base du Système international « m - kg - s - A - K - cd - mol »,.
| Grandeur                                                       | L | M | T  | I  | Θ  | N | J  | Unité SI                               |
| -------------------------------------------------------------- | - | - | -- | -- | -- | - | -- | -------------------------------------- |
| Volume                                                         | 3 |   |    |    |    |   |    | mètre cube (m3)                        |
| Energie, Travail, quantité de chaleur                          | 2 | 1 | -2 |    |    |   |    | joule (J)                              |
| Moment d'une force                                             | 2 | 1 | -2 |    |    |   |    | newton mètre (Nm)                      |
| Énergie par quantité de matière                                | 2 | 1 | -2 |    |    |   | -1 | joule par mole (J/mol)                 |
| Entropie, capacité calorifique                                 | 2 | 1 | -2 |    | -1 |   |    | joule par kelvin (J/K)                 |
| Capacité thermique molaire                                     | 2 | 1 | -2 |    | -1 |   | -1 | joule par mole kelvin (J K−1 mol−1)    |
| Flux magnétique                                                | 2 | 1 | -2 | -1 |    |   |    | weber (Wb)                             |
| Inductance                                                     | 2 | 1 | -2 | -2 |    |   |    | henry (H)                              |
| Puissance apparente                                            | 2 | 1 | -3 |    |    |   |    | voltampère (VA)                        |
| Puissance                                                      | 2 | 1 | -3 |    |    |   |    | watt (W)                               |
| Intensité énergétique (physique)                               | 2 | 1 | -3 |    |    |   |    | watt par stéradian (W sr−1)            |
| Potentiel électrique, tension électrique, force électromotrice | 2 | 1 | -3 | -1 |    |   |    | volt (V)                               |
| Résistance électrique                                          | 2 | 1 | -3 | -2 |    |   |    | ohm (Q)                                |
| Aire                                                           | 2 |   |    |    |    |   |    | mètre carré (m2)                       |
| Viscosité cinématique                                          | 2 |   | -1 |    |    |   |    | mètre carré par seconde (m2/s)         |
| Énergie spécifique                                             | 2 |   | -2 |    |    |   |    | joule par kilogramme                   |
| Dose équivalente, dose efficace                                | 2 |   | -2 |    |    |   |    | sievert (Sv)                           |
| Dose absorbée, énergie spécifique, kerma                       | 2 |   | -2 |    |    |   |    | gray (Gy)                              |
| Capacité thermique massique                                    | 2 |   | -2 |    | -1 |   |    | joule par kilogramme kelvin (J/(kg K)) |
| Taux de dose de rayonnement absorbée                           | 2 |   | -3 |    |    |   |    | gray par seconde (Gy/s)                |
| Force                                                          | 1 | 1 | -2 |    |    |   |    | newton (N)                             |
| Perméabilité magnétique                                        | 1 | 1 | -2 | -2 |    |   |    | henry par mètre (H / m)                |
| Conductivité thermique                                         | 1 | 1 | -3 |    | -1 |   |    | Watt par mètre-kelvin (W/m k)          |
| force électrique d'un champ électrique                         | 1 | 1 | -3 | -1 |    |   |    | volt par mètre (V/m)                   |
| Vitesse                                                        | 1 |   | -1 |    |    |   |    | mètre par seconde (m/s)                |
| Accélération                                                   | 1 |   | -2 |    |    |   |    | mètre par seconde carrée (m/s2)        |

### Mise en pratique de la définition du mètre
La mise en pratique du mètre, en tant qu’unité de base de longueur du Système international d’unités (SI), désigne l’ensemble des méthodes, dispositifs et recommandations permettant de réaliser concrètement le mètre dans la pratique scientifique, industrielle et technologique, conformément à sa définition officielle.
Le Comité consultatif pour les longueurs (CCL), un organe consultatif officiellement institué en 1952 par le Comité international des poids et mesures (CIPM) et composé d’experts internationaux pour conseiller le CIPM sur la définition et la réalisation du mètre, préparer les recommandations qui seront discutées par le CIPM puis présentées à la CGPM notamment sur les techniques de mesure de longueur de haute précision et les comparaisons internationales d’étalons de longueur, a recommandé que le mètre soit réalisé par l'une des méthodes suivantes, décrites dans l'annexe 2 à la brochure 9 publiée par le BIPM le 20 mai 2019,.

#### Mesure directe du temps de propagation de la lumière (mesure du «temps de vol»)
La mesure directe du temps de propagation de la lumière nécessite une certaine forme de modulation de la lumière afin de générer des repères utilisés pour le processus de chronométrage. Tout type de modulation, même appliqué à une lumière monochromatique, génère une superposition d'ondes lumineuses formant un paquet d'ondes. La longueur du trajet de propagation d'un tel paquet d'ondes, par exemple d'une impulsion laser, peut être déterminée. Une impulsion lumineuse est divisée en deux parties de manière à générer deux impulsions, l'une parcourant un trajet de référence court, l'autre parcourant le trajet de mesure. Les réflecteurs dans les deux trajets sont disposés de manière à ce que la lumière soit rétroréfléchie. Après un deuxième passage à travers le séparateur de faisceaux, l'impulsion lumineuse provenant du trajet de référence frappe d'abord un détecteur de lumière qui déclenche un premier déclencheur à un seuil défini, définissant ainsi un point de référence dans le temps. Un deuxième déclencheur est généré par l'impulsion lumineuse retardée provenant du trajet de mesure. La mesure du retard Δt entre les deux signaux du détecteur permet de déterminer la différence de longueur, Δz, entre les trajets de mesure et de référence, qui représente la longueur, l. Cette méthode de mesure directe du temps de propagation de la lumière est généralement inappropriée pour les courtes distances.

#### Mesure indirecte du temps de propagation de la lumière (interférométrie optique)
Pour la réalisation de longueurs inférieures à quelques mètres, mais aussi pour la réalisation la plus précise de longueurs en général, les techniques interférométriques sont préférables. L'interférométrie optique est une méthode de mesure basée sur la superposition (interférence) de la lumière. La lumière est considérée comme une onde électromagnétique dont le champ électrique se propage le long du trajet de mesure (défini comme la direction z). La longueur d'onde dans le vide λ d'une onde électromagnétique plane de fréquence f est obtenue à partir de la fréquence mesurée f, en utilisant la relation λ = c/f. La connaissance de la fréquence de la lumière, f, est une condition essentielle pour la réalisation de l'unité de longueur. Le groupe de travail conjoint CCL et CCTF sur les étalons de fréquence (WGFS) a établi et tient à jour une liste unique de valeurs recommandées pour les fréquences étalons destinées à des applications telles que la réalisation pratique du mètre. Cette liste, désormais connue sous le nom de Liste CIPM des valeurs recommandées pour les étalons de fréquence (LoF), est mise à jour périodiquement sur recommandation de nouvelles fréquences étalons candidates par le CCL ou le CCTF.
En exprimant la longueur d'onde λ en mètres, on obtient la définition selon laquelle un mètre contient 1/λ ondes d'un rayonnement particulier. Par exemple, la longueur d'onde du 86Kr est de 605 780 210,3 fm, ce qui donne 1650 763,73 longueurs d'onde pour un mètre, soit la même définition que celle de la 11e CGPM (1960). Mais l'incertitude de mesure dans l'utilisation de la définition du 86Kr n'était que de 10−9. En prenant la vitesse de la lumière comme exacte et en mesurant la fréquence, l'incertitude diminue de plusieurs ordres de grandeur.
Par contre, en mesurant la fréquence d'une transition particulière du 198Hg, on obtient une longueur d'onde de 281 568 867,591 969 fm, ce qui définit un mètre comme égal à 3551 529,006 longueurs d'onde de ce rayonnement, mais avec une incertitude de 1,9 × 10−14, qui est l'incertitude de mesure de la fréquence. C'est cinq ordres de grandeur mieux que la définition du mètre en termes d'un rayonnement particulier de 86Kr. C'est l'avantage évident de prendre la vitesse de la lumière comme exacte et de mesurer la fréquence et de dériver la longueur d'onde à partir de cette relation.

#### Méthodes secondaires pour la nanométrologie dimensionnelle (interférométrie à rayons X)
La facilité de réalisation de l'unité SI de longueur basée sur la mesure du temps de vol ou l'interférométrie dépend de l'échelle de longueur. Ces méthodes traditionnelles, parfois décrites dans le domaine de la nanométrologie dimensionnelle comme des approches descendantes, sont plus faciles à mettre en œuvre à grande échelle. À des échelles pertinentes pour la nanométrie dimensionnelle actuelle, ces méthodes ne sont plus adaptées. Des progrès considérables ont été réalisés dans l'utilisation de l'interférométrie à rayons X pour la métrologie de déplacement à l'échelle submicrométrique et nanométrique.

## Ordres de grandeurs et correspondance avec d'autres unités de longueur contemporaines

### Ordres de grandeur de longueur
- La taille d'un pied humain est d'environ 0,30 m.
- On parcourt environ 5 000 m en une heure de marche rapide.
- Un grand pas fait environ un mètre.
- Un pendule de 1 mètre de long effectue une oscillation complète (un aller-retour) en environ 2 secondes.

### Unités en dehors du SI dont l’usage est accepté avec le SI
Certaines unités en dehors du SI sont très utilisées et ont été acceptées par le CIPM pour qu'elles soient utilisées avec le SI.
En matière de longueur, seule l'unité astronomique a été acceptée en tant que telle.
| Grandeur | Nom de l'unité     | Symbole de l'unité | Valeur en unités SI           |
| -------- | ------------------ | ------------------ | ----------------------------- |
| Longueur | unité astronomique | au                 | 1 au = 1,495 978 707 x 1011 m |

#### Exemples de distances planétaires en unités astronomiques et en téramètres
La période sidérale en jours et les distances en unités astronomiques (IAU) et en mètres SI (téramètres) pour les planètes et certaines planètes naines du système solaire sont présentées dans le tableau suivant. Les valeurs ont été définies en 2011. Certaines valeurs ont donc pu varier depuis cette date, notamment en ce qui concerne les planètes naines.
| Planètes naines | Période sidérale (en jours lAUd) | Demi-grand axe (en au) | Demi-grand axe (en Tm = 1 x 1015 m) |
| --------------- | -------------------------------- | ---------------------- | ----------------------------------- |
| Mercure         | 87,968                           | 0,38709893             | 0,05790917                          |
| Vénus           | 224,695                          | 0,72333199             | 0,10820892                          |
| Terre           | 365,242                          | 1,00000011             | 0,14959788                          |
| Mars            | 686,930                          | 1,52366231             | 0,27936638                          |
| Jupiter         | 4 330,596                        | 5,20336301             | 0,77841203                          |
| Saturne         | 10 746,940                       | 9,53707032             | 1,42672542                          |
| Uranus          | 30 588,740                       | 19,19126393            | 2,87097223                          |
| Neptune         | 59 799,900                       | 30,06896348            | 4,49825293                          |
| Planètes naines |                                  |                        |                                     |
| (1) Cérès       | 1 680,150                        | 2,76700000             | 0,41393731                          |
| Pluton          | 90 656,073                       | 39,48168677            | 5,90637630                          |
| (136199) Éris   | 204 865,073                      | 67,95900000            | 10,16652170                         |

### Unités en dehors du SI dont l’usage n'est pas accepté avec le SI
Hormis l'unité astronomique qui est acceptée avec le SI, toutes les autres unités de longueur contemporaines encore usitées ne sont pas acceptées en lien avec le SI. C'est en particulier le cas pour les unités suivantes.
| Grandeur | Nom de l'unité     | Symbole de l'unité | Valeur en unités SI                                                         |
| -------- | ------------------ | ------------------ | --------------------------------------------------------------------------- |
| Longueur | angström           | Å                  | 1 Å = 10−10 m                                                               |
| Longueur | mille marin, mille |                    | 1 mille = 1 852 m (exactement), autorisé en navigation maritime et aérienne |
| Longueur | parsec             | pc                 | 1 pc = 206 264,8 au = 30,856 78 x 1015 m                                    |
| Longueur | année-lumière      | al                 | 1 al = 9,4600730 x 1015 m                                                   |

#### Exemples de distances stellaires et galactiques en parsecs et années-lumière
Dans le tableau suivant présentant les distances de divers objets galactiques, la distance en mètres est indiquée à la fois en notation décimale et à l'aide des préfixes SI (Em = examètres, Zm = zettamètres et Ym = yottamètres). Les distances en parsecs indiquées dans le tableau ont été extraites de WEBDA 32 de la base de données extragalactique de la NASA/IPAC33 de Cox (2000), de The Astronomical Almanach (1995) et de van Leeuwen (2007). Il convient de noter que les distances indiquées pour M104, l'amas de galaxies Coma et l'amas A3266 sont galactocentriques et non héliocentriques.
| Nom de l'objet                   | Type d'objet            | Distance (SI) en mètres | Distance en parsecs, kpc ou Mpc | Distance en al          |
| -------------------------------- | ----------------------- | ----------------------- | ------------------------------- | ----------------------- |
| Hyades                           | amas galactique         | 1,389 x 108 m 1.389 Em  | 45 pc                           | 147                     |
| Pléiades                         | amas galactique         | 3,765 x 108 m 3.756 Em  | 122 pc                          | 398                     |
| IC 2391                          | amas galactique         | 4,536 x 108 m 4,536 Em  | 147 pc                          | 479                     |
| M67                              | amas galactique         | 2,802 x 1019 m 28,02 Em | 908 pc                          | 2961                    |
| NGC 6572 (nébuleuse annulaire)   | nébuleuse planétaire    | 2,006 x 1019 m 20,06 Em | 650 pc                          | 2 120                   |
| 47 Tucanae                       | amas globulaire         | 1,419 x 1020 m 141,9 Em | 4.6 kpc                         | 15 003 1,500 x 104      |
| M3                               | amas globulaire         | 3,086 x 1020 m 308,6 Em | 10 kpc                          | 32 616 3,262 x 104      |
| Grand Nuage de Magellan          | galaxie du groupe local | 1,697 x 1021 m 1,697 Zm | 55 kpc                          | 179 386 1,793 x 105     |
| Galaxie d'Andromède              | galaxie du groupe local | 2,237 x 1022 m 22,37 Zm | 725 kpc                         | 2 364 634 2,364 x 106   |
| M104 (galaxie du Sombrero)       | en marge de la galaxie  | 6,171 x 1023 m 617,1 Zm | 20 Mpc                          | 65 231 276 6,523 x 107  |
| Amas de la Chevelure de Bérénice | amas de galaxies        | 2,934 x 1024 m 2,934 Ym | 95 Mpc                          | 310 174 717 3,102 x 108 |
| Abell 3266                       | amas de galaxies        | 7,387 x 1024 m 7,387 Ym | 239 Mpc                         | 780 818 374 7,808 x 108 |

### Unités de longueur du système impérial
Le Système d'unités impériales (Impérial statute System of weights and measures) qui est défini par l'acte du 18 juin 1824 est mis en application le 1er janvier 1826. La nouvelle définition du yard est plus rigoureuse : le yard est la distance à 62° F entre deux traits gravés sur des (Mistilles d’or, incrustées dans une barre en bronze de 1445 de la corporation des tailleurs de Londres. La loi de 1898 précise la valeur des équivalents métriques : 1 UK yard = 0,91443992 mètre et le mètre est l'équivalent de 1,0936143 yard. Déjà en 1893, less États-Unis avaient adopté par le Mendenhall order des équivalents métriques : 1 US yard = 3600/3937 mètre = 0,9144018 mètre, valeur légèrement différente de la valeur du yard britannique En 1922, la valeur du yard est comparée à celle du mètre. On trouve que le yard anglais est égal à 36/39,370147 mètres. Le 1er juillet 1959, l'Afrique du Sud, l’Australie, le Canada, la Nouvelle-Zélande et le Royaume-Uni adoptent pour les domaines scientifiques des équivalents normalisés : le yard est fixé à 0,9144 mètre exactement. Le Weights and measures act du 31 juillet 1963 étend ces dispositions à la Grande-Bretagne. Les étalons historiques du yard sont exposés au musée Westgate de Winchester. L’étalon du CNAM n° 6213 mesure 0,91438348 mètre. Le tableau suivant donne les principales unités de longueur du système impérial britannique et du système américain. Les équivalents métriques sont obtenus sur la base de la relation définissant le yard.
| inch               | in  | pouce   | 12 lines   | 2,54 cm     |
| foot               | ft  | pied    | 12 inches  | 30,48 cm    |
| yard               | yd  | yard    | 3 feet     | 0,9144 m    |
| pôle, perch, rod   | rd  | perche  | 5,5 yards  | 5,029 m     |
| furlong            | fur | furlong | 40 pôles   | 201,16 m    |
| mile, statute mile | mi  | mille   | 1760 yards | 1 609,344 m |
| league             | lg  | lieue   | 3 miles    | 4 828 m     |

## Historique

### Chronologie de la définition du mètre
| Date              | Définition standard | Définition originale | Incertitude absolue | Incertitude relative |
| ----------------- | --- | --- | ------------------- | -------------------- |
| 7 avril 1795      | 1⁄10 000 000 d'une moitié de méridien (quart de la circonférence de la Terre)                                             | « On appellera : Mètre, la mesure de longueur égale à la dix-millionième partie de l’arc du méridien terrestre compris entre le pôle boréal et l’équateur.» (Art 5 de la Loi du 18 germinal an III (7 avril 1795), ) | 0,5–0,1 mm          | 10−4                 |
| 10 décembre 1799  | Le mètre des Archives, une barre de platine servant d'étalon                                                              | « Le mètre et le kilogramme en platine déposés le 4 Messidor dernier au Corps législatif par l’institut national des sciences et des arts sont les étalons définitifs des mesures de longueur et de poids dans toute la République » (art 2 de la loi du 19 frimaire an VIII) | 0,05–0,01 mm        | 10−5                 |
| 26 septembre 1889 | Barre de platine iridié au point de fusion de la glace (1re CGPM)                                                         | Le Prototype international du mètre, choisi par le Comité international, déposé aux Archives de France. Ce prototype représentera désormais, à la température de la glace fondante, l'unité métrique de longueur. | 0,2–0,1 µm          | 10−7                 |
| 30 septembre 1927 | Barre de platine iridié au point de fusion de la glace, sous pression atmosphérique, soutenue par deux rouleaux (7e CGPM) | « L’unité de longueur le mètre, défini par la distance à 0°C, des axes des deux traits médians tracés sur la barre de platine iridié déposée au BIPM, et déclarée Prototype du mètre par la 1ère CGPM, cette règle étant soumise à la pression atmosphérique normale et supportée par deux rouleaux d’au moins un centimètre de diamètre, situés symétriquement dans un même plan horizontal et à la distance de 571 mm l’un de l’autre ». | Inconnue            | Inconnue             |
| 14 octobre 1960   | 1 650 763,73 longueurs d'onde de la lumière d'une transition spécifique de l’isotope 86 du krypton (11e CGPM)             | Le mètre est la longueur égale à 1 650 763,73 longueurs d'onde dans le vide de la radiation correspondant à la transition entre les niveaux 2p10 et 5d5 de l'atome de krypton 86. | 0,01–0,005 µm       | 10−8                 |
| 20 octobre 1983   | Longueur de la distance parcourue par la lumière dans le vide en 1⁄299 792 458 de seconde (17e CGPM)                      | « Le mètre est la longueur du trajet parcouru dans le vide par la lumière pendant une durée de 1/299 792 458 de seconde. ». | 0,1 nm              | 10−10                |
| 2018              | Définition explicite à partir de la vitesse de la lumière dans le vide (26e CGPM)                                         | À compter du 20 mai 2019 : « Le mètre, symbole m, est l'unité de longueur du SI. Il est défini en prenant la valeur numérique fixée de la vitesse de la lumière dans le vide, c, égale à 299 792 458 lorsqu'elle est exprimée en m/s, la seconde étant définie en fonction de ΔνCs.». |                     |                      |

### Mesures de longueur pré-métriques (de l'Antiquité auXVIIesiècle)

#### Poids et mesures en France et en Europe dans l'Ancien Régime
Sous l'Ancien Régime, les mesures linéaires forment un système duodécimal hérité de l'ancien système romain, hormis en Lorraine ou bizarrement on utilise depuis 1600 le système décimal. L’unité fondamentale est le pied de douze pouces. Chaque pouce se divise en 12 lignes et la ligne en 12 points ou parties. Le pied, qui était une mesure usuelle à Rome comme en Grèce, est l’unité de base se répand dans toute l’Europe au Moyen Age et même au-delà : en Angleterre et aux États-Unis (foot), en Allemagne et en Autriche (fuss), en Italie (piede), en Suède et en Norvège (fot), au Danemark (fod) ; en Espagne (pié), au Portugal (pe) et progressivement à tous les comptoirs marchands et à toutes les colonies. Mais en France il règne une grande anarchie dans entre régions entre les valeurs des différents pieds.

#### Mesures linéaires en France au Moyen Âge

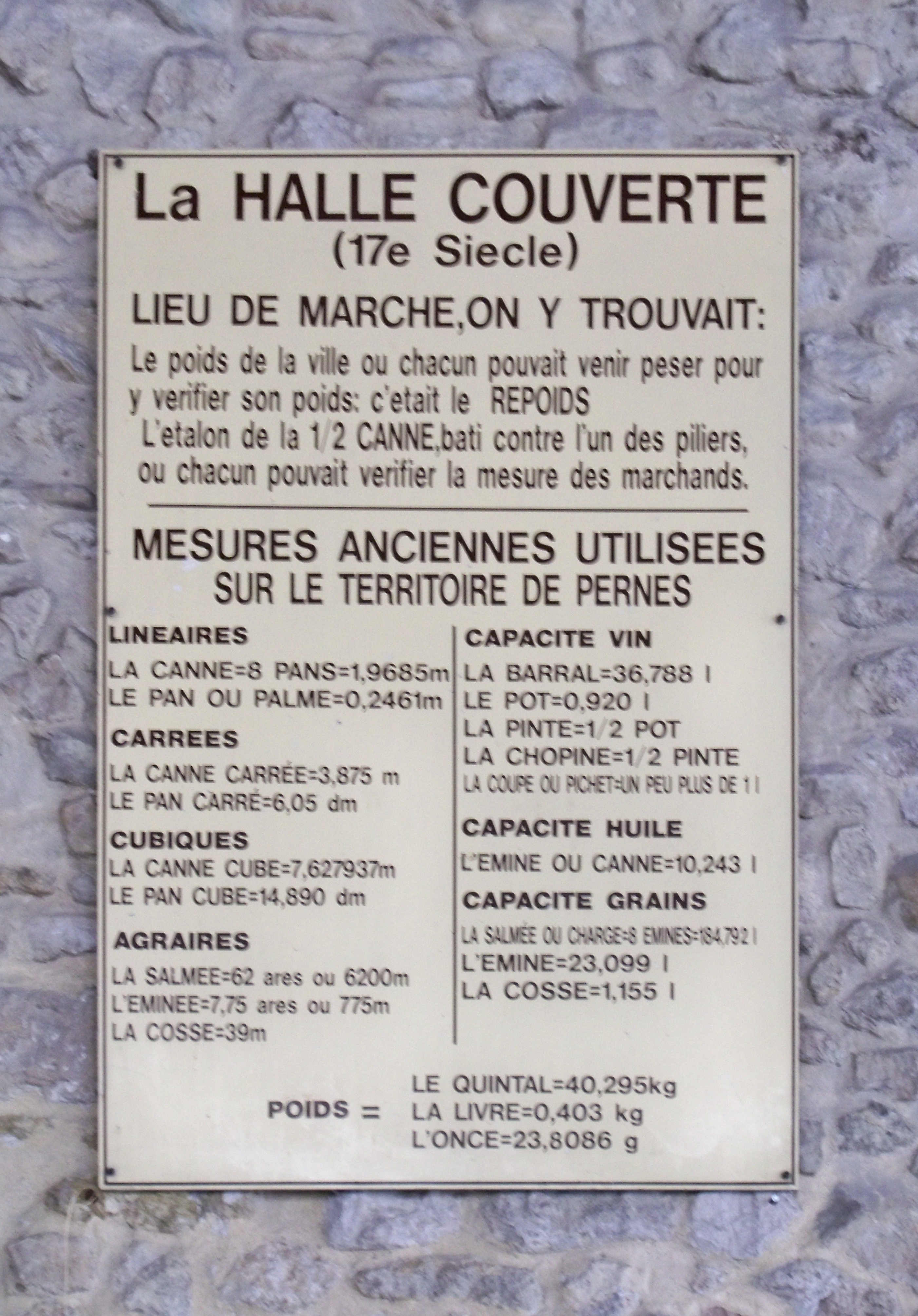
Tableau des unités de mesure utilisées au XVIIe siècle dans le marché couvert de Pernes-les-Fontaines, dans le sud-est de la France. Dans cette commune était utilisé un système basé sur la canne.

L'unité fondamentale est le pied de douze pouces, hormis en Lorraine, sans doute sous l’influence allemande, où le système est décimal. Mais on rencontre aussi des systèmes mixtes qui mélangent les bases dix et douze et dans lesquels le pied se divise en douze pouces, le pouce en dix lignes et la ligne en dix points. Plus curieux est le système octal fondé sur la canne de Cahors (1,796 m) qui ne se rencontre que dans la région de Toulouse. La canne se divise en huit pans, le pan en huit pouces, le pouce en huit lignes et la ligne en huit points. La canne de Montpellier & du bas-Languedoc a six piés neuf lignes de longueur, & fait une aune deux tiers de Paris ; ainsi trois de ces cannes font cinq aunes de Paris. L’usage de la canne a été défendu en Languedoc & en Dauphiné par arrêt du conseil du 24 Juin & 27 Octobre 1687, suivant lesquels on ne peut se servir dans ces provinces, pour l’achat & vente des étoffes, que de l’aune de Paris au lieu de canne.
Au-delà du pied, on emploie la toise, la perche encore appelée verge, et l’aune, utilisée essentiellement pour la mesure des tissus. Les grandes distances s’expriment en lieues. Chaque région a son propre système et ses propres unités. La sentence de la Chambre des comptes du 28 août 1470 donne une définition précise du système bourguignon. Chaque lieue « doit contenir cinquante portées de longueur et chaque portée contient douze cordes, et chacune corde douze aulnes de Provins, et chacune aulne trente poulces, et le tout ramené à perches de neuf piedz et demi chacune perche, font 1894 perches, et deux piedz et demi pour l’aulne ».

#### Fin duXVIIIesiècle
En France, le marasme financier et la dégradation de la situation dans tout le pays amènent Louis XVI à convoquer les états généraux du royaume pour le 1er mai 1789. Des cahiers de doléances sont rédigés en février 1789 dans les assemblées locales chargées d'élire les députés aux États généraux. Parmi ces doléances figurent – entre autres – des remarques relevant de l'unification des mesures, qui couvrent alors les longueurs et les poids qui sont considérés objets d'usage courant pour la population du royaume. Partout dans ces cahiers, on demande qu’il n’y ait plus « deux poids, deux mesures », une expression qui est restée dans le langage courant. La diversité croissante des anciennes unités de mesure françaises était devenue symbole d'injustice. Il était aisé de tromper son prochain en utilisant des pesons légèrement plus lourds ou plus légers que les pesons officiels, modifiant ainsi le nombre de pesons nécessaires et donc le prix d'une transaction.

#### Idées théoriques sur les mesures universelles et premières mesures du méridien (XVIIe–XVIIIesiècles)
Devant la profusion des unités de poids et mesures existant dans tous les pays d'Europe au Moyen Âge, source d'inéquité entre habitants, un mouvement se dessine dès le milieu du XVIe siècle pour trouver une mesure universelle au sens de « commune aux peuples européens ». Deux voies sont possibles : le chemin de la nature, à savoir un lien avec la terre, et par ailleurs le chemin du calcul, c’est-à-dire celui d’un pendule.
Le Néerlandais Isaac Beeckman en 1631, puis le Britannique Christopher Wren en 1664, l’abbé Picard en France en 1669, l'Italien Tito Livio Burattini en 1675, mais aussi La Condamine en 1747 et Nicolas de Condorcet en 1774 sont, chronologiquement, les premiers à proposer de choisir comme unité universelle la longueur du pendule battant la seconde.
L'abbé Gabriel Mouton, un astronome né à Lyon, publie en 1670 l'ouvrage Observationes diametrorum solis et lunae apparentium, dans lequel il suggère qu'un nouveau système décimal de mesure pourrait être basé sur la circonférence de la Terre, calculée par Giovanni Battista Riccioli (1598-1671) de Bologne comme étant d'environ 32 512 000 pas romains (environ 48 118 km). Le méridien terrestre, et plus largement la terre, a fait l'objet de mesure depuis très longtemps : Eratosthène ((III B.C.), Al-Ma'mūn(820), Jean Fernel (1525), Willebrord Snell (1617), Norwood (1635), Picard (1670), J. Cassini (1718), Lacaille et Cassini de Thury (1740).

### France révolutionnaire: création du mètre et du système métrique (1790-1799)
Les états généraux de mai 1789 font apparaître des besoins d'uniformisation des poids et mesures. Talleyrand, évêque d'Autun, élu député en 1789, présente à l'Assemblée nationale constituante, le 9 mars 1790, sous forme imprimée, un projet d'un système de poids et mesures basé sur un étalon universel. 

« ... il faut, pour que la solution du problème soit parfaite, que cette réduction se rapporte à un modèle invariable pris dans la nature afin que toutes les nations puissent y recourir dans le cas où les étalons qu’elles auraient adoptés, viendraient à se perdre ou à s’altérer. »

Selon lui deux méthodes sont possibles pour définir celui-ci : soit « la soixante millième partie de la  longueur du méridien coupé en deux parties égales par le quarante-cinquième parallèle », soit « la longueur du pendule simple à seconde par la latitude de 45 degrés ».
Deux décrets sont adoptés par l’Assemblée nationale le 8 mai 1790 (sanctionnés par le roi le 22 août) : le premier demande à l'Académie des Sciences de « déterminer l’échelle de division la plus convenable pour les poids et mesures et pour les monnaies ». Condorcet, dès le 19 mai, met sur pied à cette fin une commission, comprenant, outre lui-même, Borda, Coulomb, de Lagrange, Laplace, Lavoisier et Tillet. Dans son rapport final rendu en octobre 1790, la commission recommande la division décimale pour les poids et mesure, ainsi que pour les monnaies. Un deuxième décret a pour objet de demander le concours de l'Angleterre et notamment de la Société royale de Londres pour la fixation des unités naturelles de mesure et de poids, mais il n'y est pas donné suite.
Le 19 mars 1791, Condorcet présente le rapport final « sur le choix d’une unité de mesure » à l'Académie plénière. Il propose que l’unité de longueur soit égale à la dix millionième partie du quart du méridien terrestre et suggère que l’on mesure, non pas un quart complet de méridien, mais l’arc de neuf degrés et demi entre Dunkerque et Montjuich (Barcelone), qui se trouvent exactement de part et d’autre du 45° parallèle et dont les extrémités sont au niveau de la mer,. Condorcet présente dans une lettre du 26 mars 1791 à l'Assemblée nationale les conclusions de la commission, assorties d'éléments sur les opérations à exécuter. Malgré quelques protestations liées au coût et aux délais probables de l’opération, l’Assemblée nationale adopte le méridien comme base du nouveau système de poids et mesures . Talleyrand présente un projet de décret, reprenant les conslusions de la commission, qui est sanctionné par Louis XVI le 30 mars suivant,,.
La mission, confiée à Delambre et Méchain, s'avère être une vraie épopée qui dure six années, émaillées de dangers, d'arrestations, de révocations temporaires, de destructions de matériel, d’épisodes tragi-comiques, de calculs, en pleine période révolutionnaire de la Terreur. En outre une partie de ces mesures doit être réalisée sur le territoire espagnol tandis que la guerre entre la France et l’Espagne débute le 7 mars 1793. Méchain y laisse sa raison, rongé par la honte d'une erreur de trois secondes. Delambre y gagne le poste de secrétaire perpétuel de l'Académie des sciences en 1803.

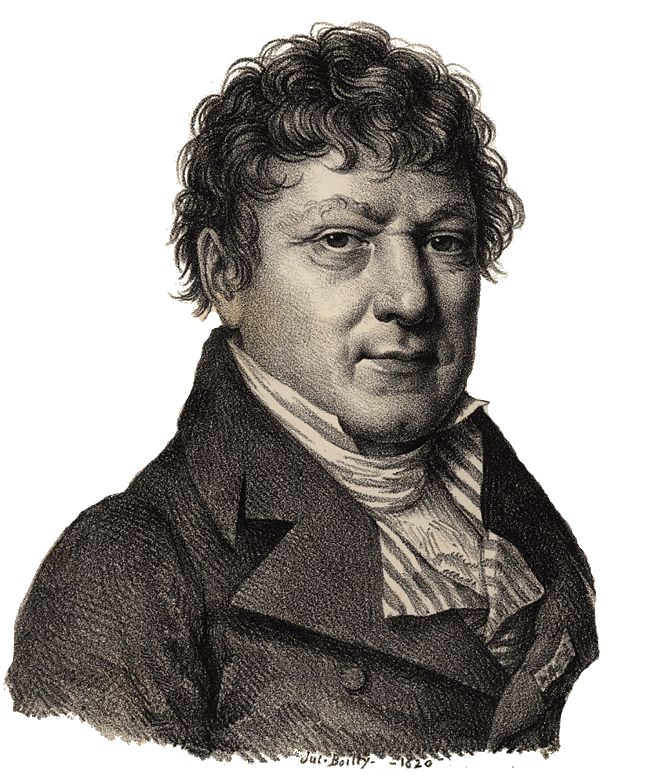
Jean-Baptiste Delambre par Julien Leopold Boilly (1820)
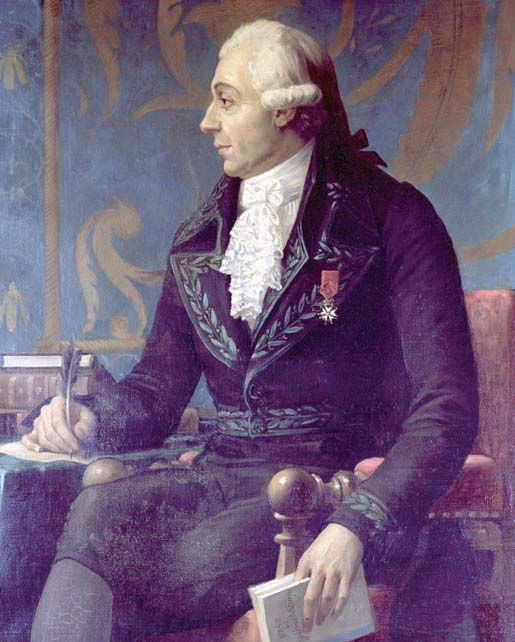
Pierre Méchain.

En décembre 1792, le comité des assignats et des monnaies demande si l’unité de longueur peut être fixée provisoirement et comment s’appellerait l’unité de poids et de longueur. En janvier 1793, Borda, Condorcet, Lagrange et Laplace répondent que l’unité de longueur pourrait être déterminée provisoirement d’après la mesure de la méridienne de France effectuée par Cassini II et La Caille en 1739 entre Dunkerque et Collioure ce qui donne les valeurs suivantes, rapportées au pied ordinaire :
- mètre : 3 pieds et 11,44 lignes (ou 443,44 lignes) ;
- décimètre : 3 pouces et 8,34 lignes (ou 44, 34 loignes) ;
- centimètre : 4,43 lignes ;
- millimètre : 0,443 ligne.

Mais le 18 germinal an III (7 avril 1795) est voté le « décret relatif au poids et mesures », en fait, une loi organique généralement considérée comme la loi constitutive du système métrique décimal en France, qui annule le décret de 1793, définit le mètre comme la mesure de longueur égale à la dix-millionième partie de l’arc du méridien terrestre compris entre le pôle boréal et l’équateur, et retient comme valeur la mesure de la méridienne effectuée par Nicolas-Louis de Lacaille en 1738. Le mètre étalon provisoire, fabriqué sur ces bases, mesure 3 pieds et 11,442 lignes de la toise de l'Académie.
Le travail de définir la valeur définitive du mètre est confié à une commission internationale composée de douze représentants de la France, dont Delambre et Laplace, deux de la République batave, dont Jean Henri van Swinden, qui la préside, six de l’actuelle Italie, Gabriel Ciscar pour le royaume d'Espagne, un pour le Danemark et enfin Johann Georg Tralles pour la République helvétique. Le rapport est présenté le 30 avril 1799 : la distance du pôle nord à l’équateur est de 5 130 740 toises, soit pour le mètre une longueur de 3 pieds 11,296 lignes de la toise du Pérou,,. La valeur utilisée pour la détermination du mètre provisoire basée sur les mesures de Cassini avait été 5 132 430 toises, soit une différence de .... 0,03 %.
Le 4 messidor an 7 (22 juin 1799), un mètre-étalon en platine conforme aux nouveaux calculs de la distance du pôle Nord à l'Équateur,, est déposé aux Archives nationales et un autre à l'Observatoire de Paris. La loi du 19 frimaire an VIII (10 décembre 1799), édictée au début du Consulat, institue le mètre définitif. Le mètre provisoire fixé dans les lois du 1er août 1793 et du 18 germinal an III est révoqué. Il est remplacé par le mètre définitif, dont la longueur est de 3 pieds 11 lignes 296 millièmes.

### Le mètre étalon et ses prototypes (1799-1960)

#### Le premier mètre étalon en platine (1799)
Le système métrique, système d'unités basé sur le mètre, est officiellement adopté en France avec la loi du 19 frimaire an VIII (10 décembre 1799) L'article 1er de la loi abroge la loi du 18 germinal an III et fixe une nouvelle valeur au mètre, celle définie par la commission internationale en avril 1799. L'étalon construit sur ces bases est en platine.
Les trois décennies suivantes, la France délaisse le système décimal et revient au système de mesures de l'Ancien régime. En 1812 Napoléon décrète l’introduction des mesures usuelles qui restent en vigueur jusqu’en 1840 sous le règne de Louis Philippe,. Les anciens noms des unités de longueur sont repris, mais la toise est cependant redéfinie en référence au mètre comme mesurant exactement deux mètres. Pour mettre un terme à cette confusion, le marquis de Laplace présente à la Chambre, le 12 juin 1837, un rapport  Larousse 1899 p848
qui débouche sur la loi du 4 juillet 1837 qui interdit en France à partir de 1840 tous poids et mesures autres que ceux établis par les lois du 18 germinal an III (7 avril 1795) et du 19 frimaire an VIII (10 décembre 1799) constitutives du système métrique décimal.

#### Le mètre étalon en platine-iridium et ses prototypes (1889)

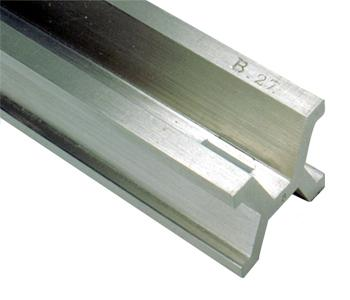
Le prototype du mètre no 27, en alliage de platine-iridium, devenu l'étalon de référence américain.

La nature internationale des nouveaux étalons du mètre est assurée par un traité, la Convention du mètre, signée à Paris le 20 mai 1875. Le traité établit une organisation internationale, le Bureau international des poids et mesures (BIPM), pour conserver les prototypes — qui deviennent propriétés conjointes des nations signataires — et pour effectuer des comparaisons régulières avec les étalons nationaux. La mission initiale du BIPM est, comme le spécifie la Convention, de participer à l’élaboration des prototypes internationaux et nationaux du mètre et du kilogramme et d’en déterminer la valeur.
Pour le choix du métal de l'étalon international, le BIPM fait appel au chimiste Henry Sainte-Claire Deville, à l’époque le meilleur spécialiste des alliages de platine, et c’est lui qui propose un alliage à 90 % de platine et 10 % d’iridium : inaltérable, parfaitement homogène, très dur, avec un faible coefficient de dilatation, facile à polir très finement, d’une densité très élevée (21,55 kg/dm3), convenant donc parfaitement à la réalisation des étalons de longueur et de masse. Pour la forme, on réalise, suivant les indications de Henri Tresca, professeur de mécanique au Conservatoire, une règle à section en X. Parmi la série des 31 étalons réalisés, le CIPM sélectionne un exemplaire du Mètre et un exemplaire du Kilogramme et les présente officiellement à la 1ère CGPM en 1889 qui les accepte comme prototypes internationaux. Ils sont alors déposés, à 9 mètres sous terre, dans un des caveaux du Pavillon de Breteuil, le mètre étant dans un étui métallique.

#### Références à l’isotope 86 du krypton (1960)

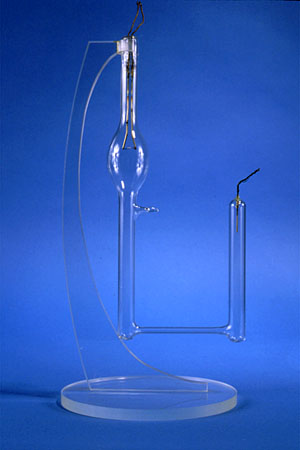
une lampe au krypton 86, dont la raie spectrale rouge vermillon (longueur d'onde d'environ 606 nm) a été utilisée pour définir le mètre entre 1960 et 1983.

#### Références implicite à la vitesse de la lumière (1983)

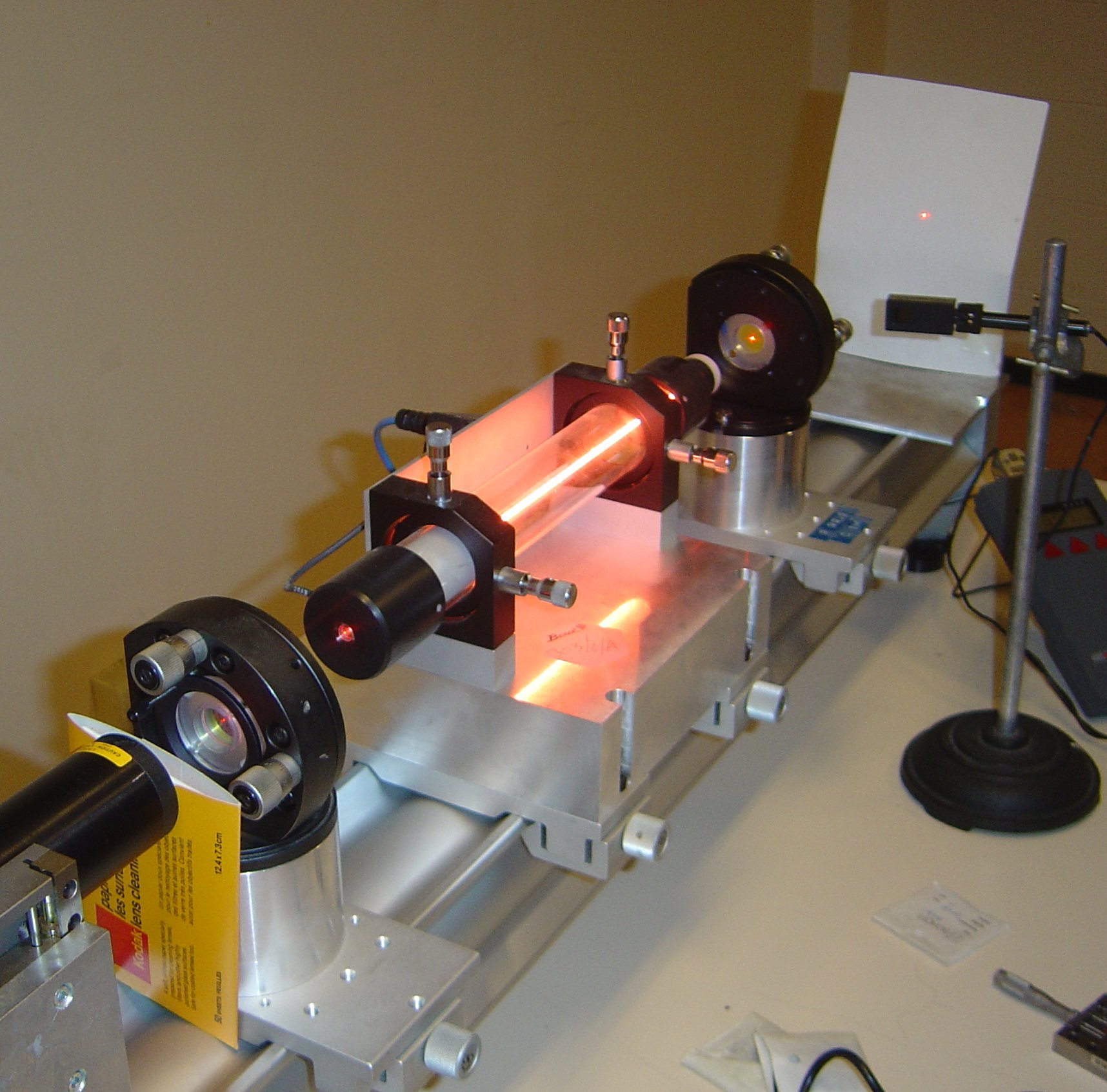
Un laser hélium-néon au laboratoire Kastler-Brossel, Université Paris VI.

#### Instruments de mesure courants et avancés

Outils de mesure courants
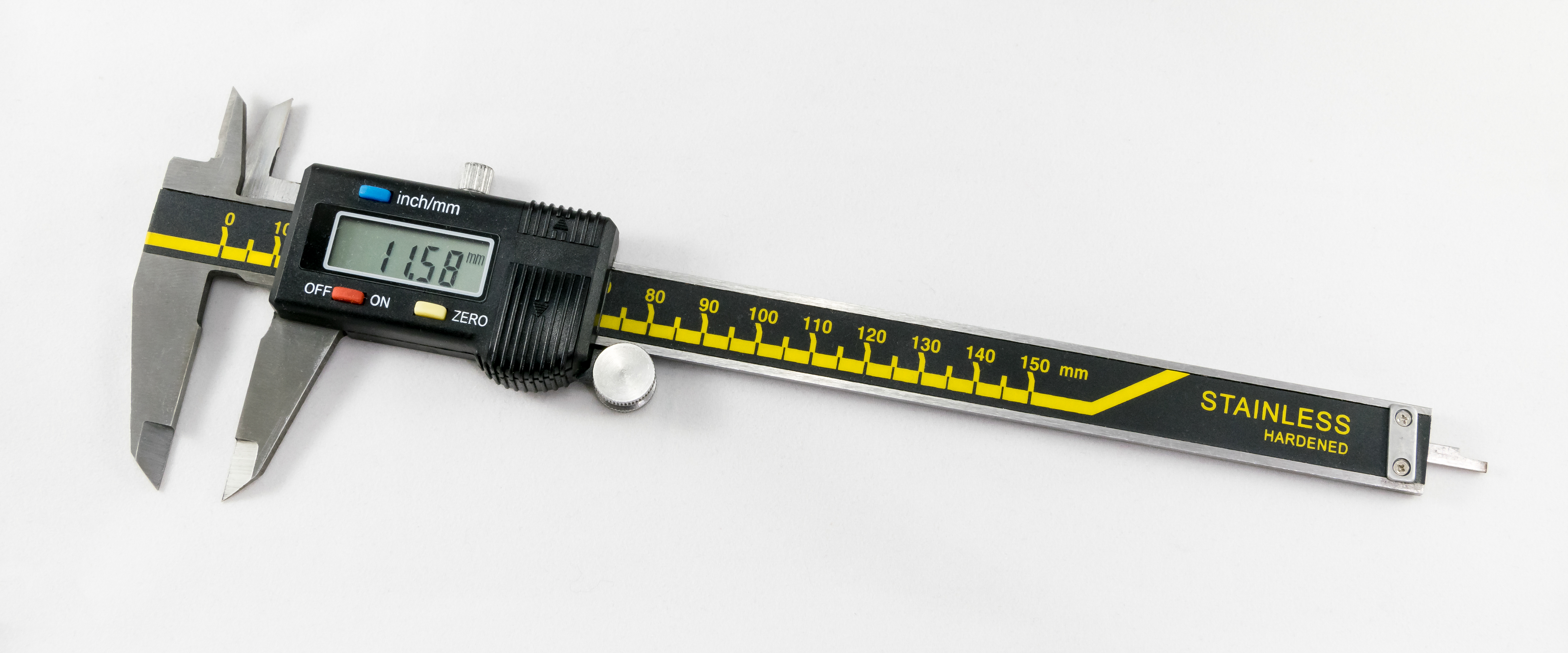
Pied à coulisse (noter que la mesure peut être lue en unités du SI (mètres) ou en unités britanniques (pouces/inches).
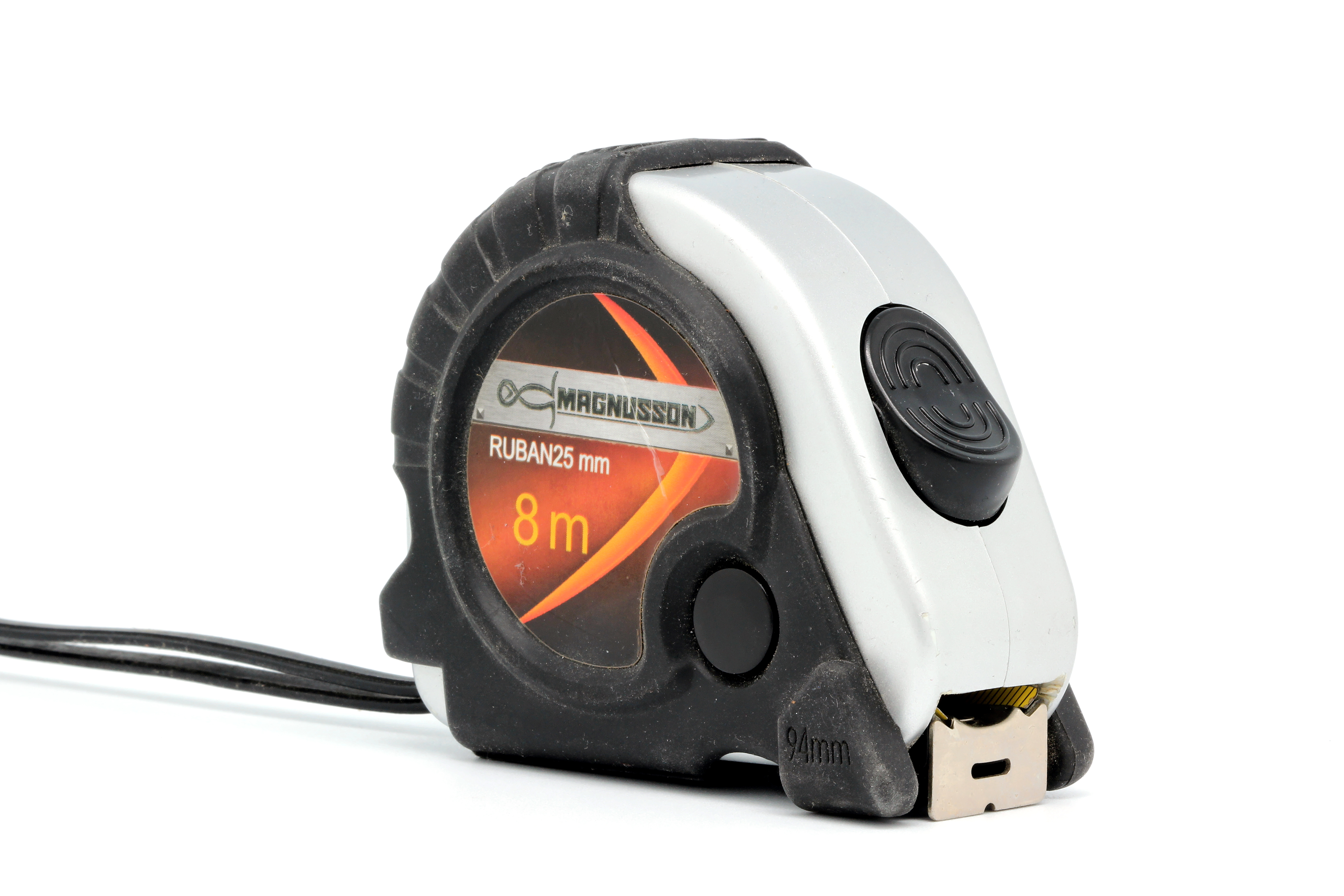
Un mètre rétractable, de 8 mètres
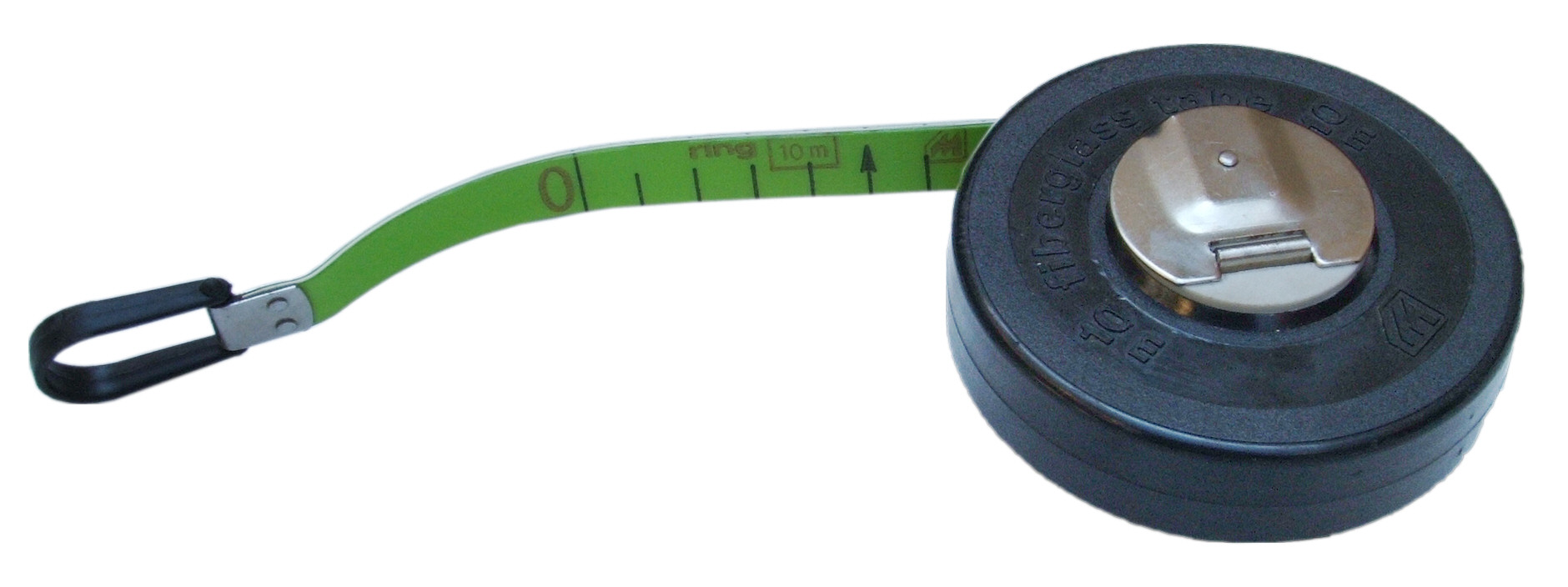
Une chevillière.

Outils de mesure avancés
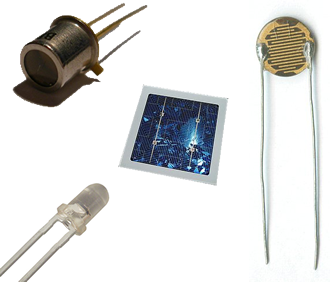
Photodiode
MMT à portique
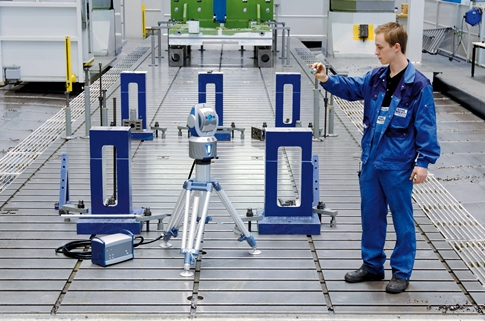
Le FARO Laser Tracker Vantage est un laser de poursuite compact et léger utilisé pour des mesures de génie civil.

### Unités pré-métriques dans l'art classique

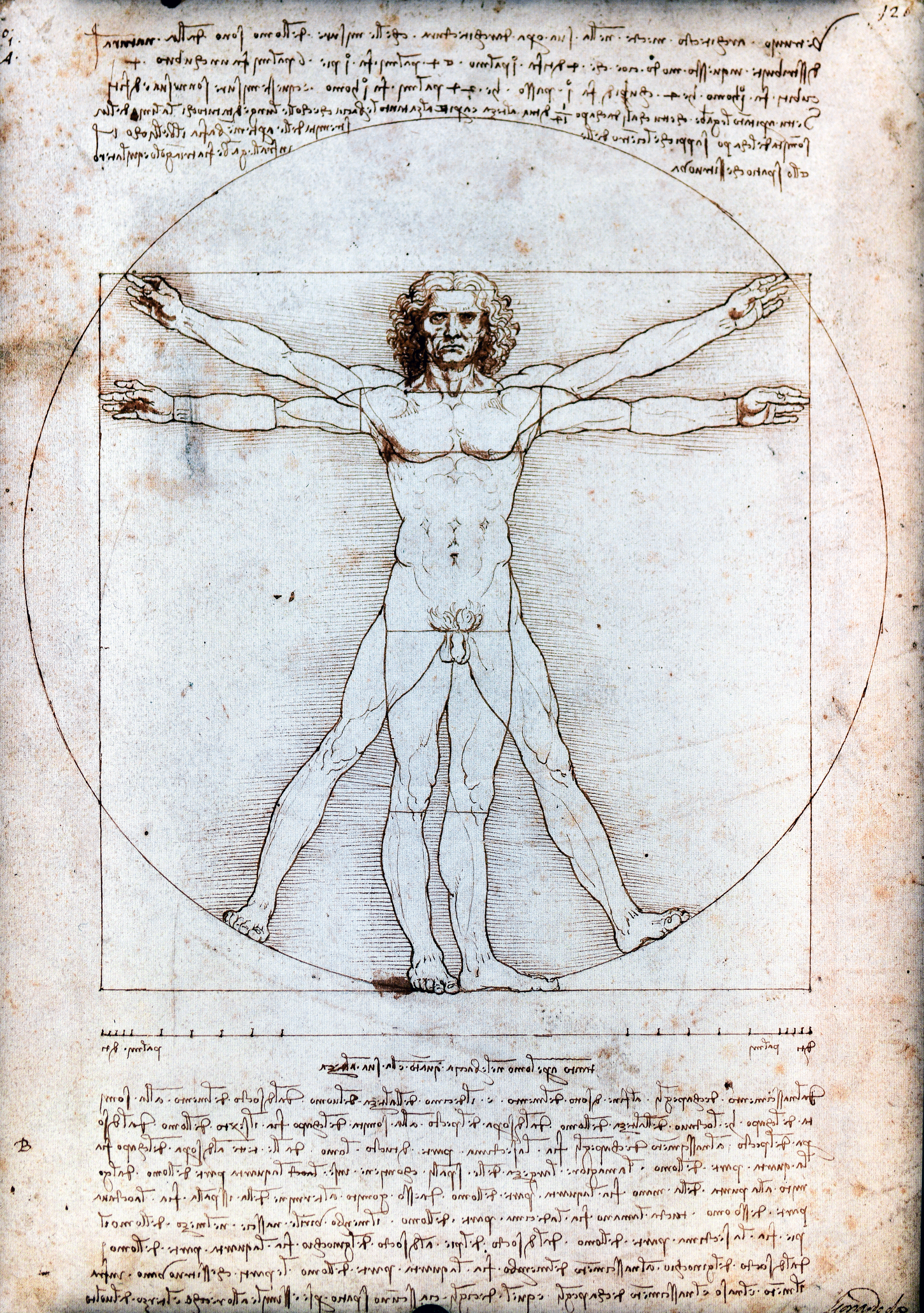
L’Homme de Vitruve.

### Mètre en philatélie

Enveloppe premier jour (1959) commémorant l'adoption du système métrique au Japon.

Timbres commémoratifs avec une représentation du mètre
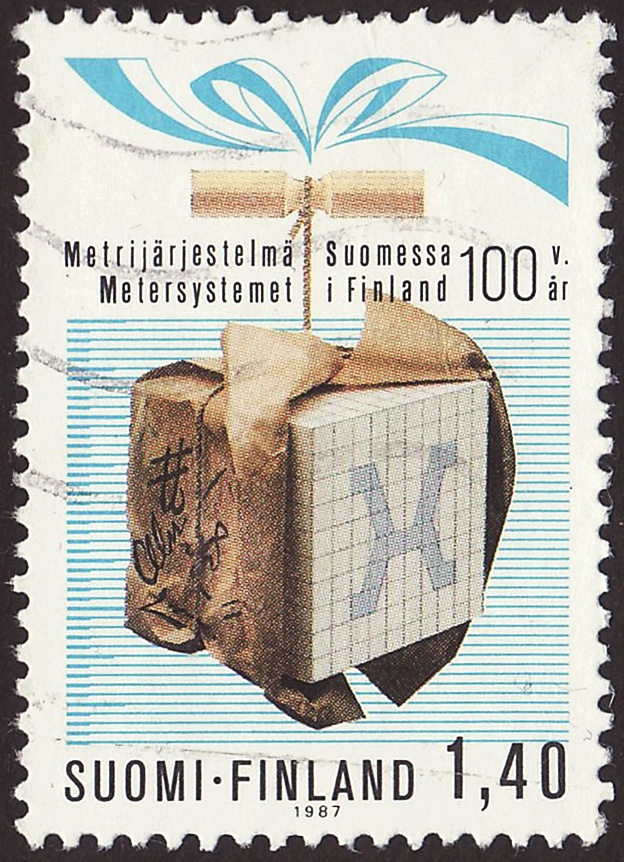
Timbre commémoratif de l'émission « 100 ans du système métrique en Finlande ».
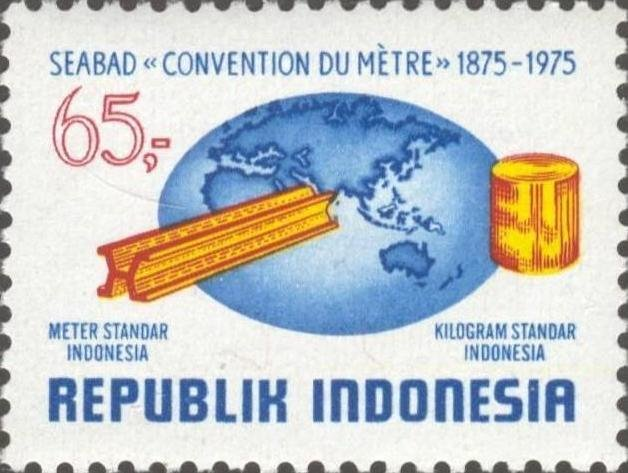
Indonésie - commemoration de la conventio du mètre.
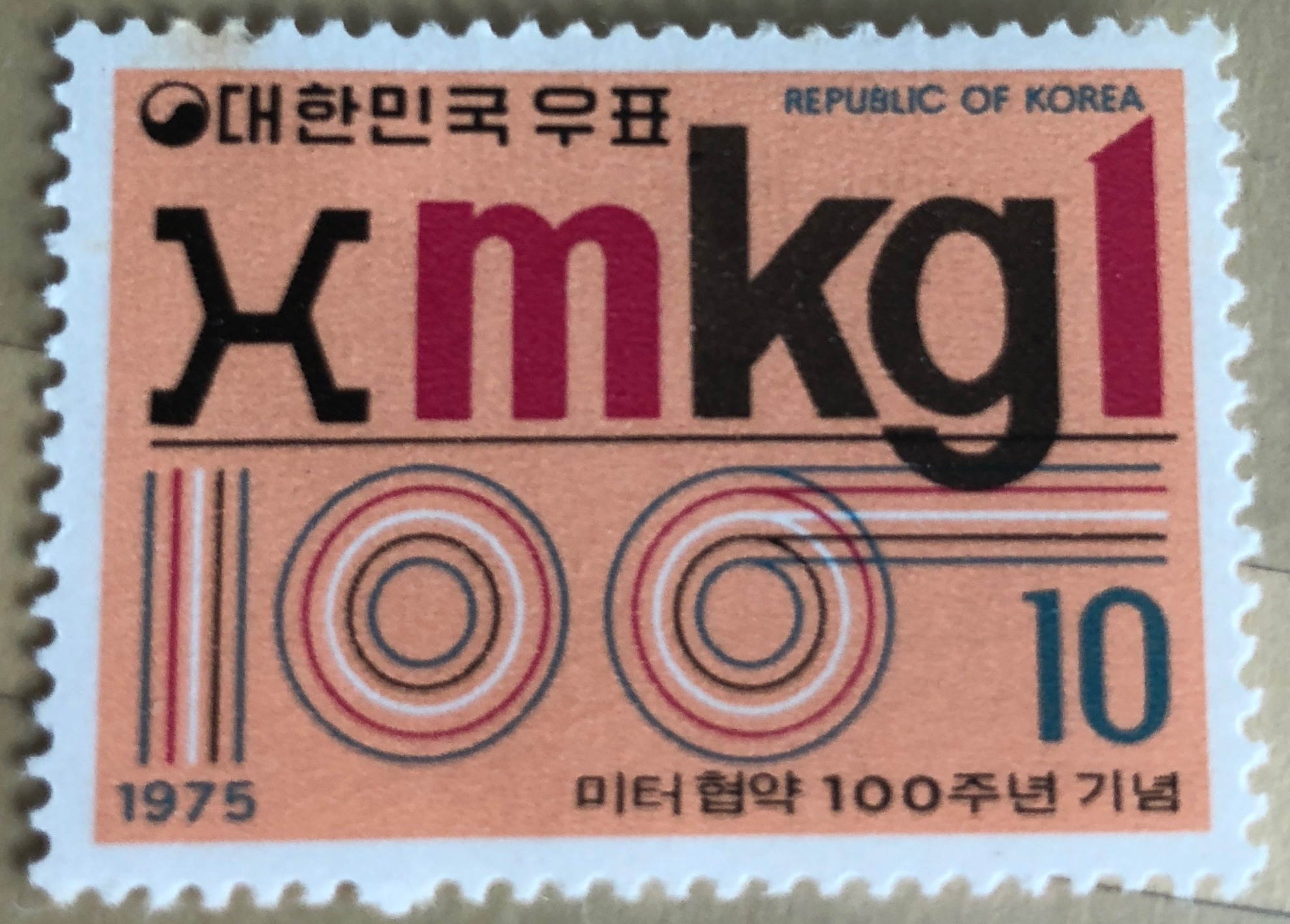
Centenaire de la convention du mètre (Corée du Sud).
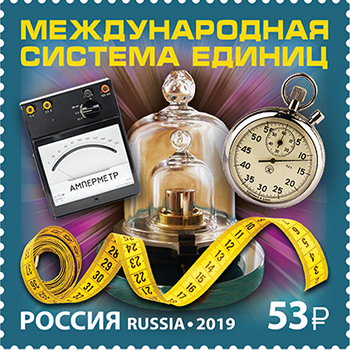
Timbre émis en 2019 à l'occasion de la réforme du Système international d'unités.

### Le mètre dématérialisé (1960 à aujourd'hui)